# Gornji Ramići
Gornji Ramići bosnyák falu Bosznia-Hercegovinában, a Bosznia-hercegovinai Föderáció Una-Szanai kantonjában, Ključ községben. 

## Fekvése
Bosznia-Hercegovina nyugati részén, Bihácstól légvonalban 73, közúton 92 km-re délkeletre, Ključtól 7 km-re északnyugatra, a Ključról Sanski Most felé menő főúttól nyugatra, egy festői völgyben, erdővel borított hegyekkel körülvéve fekszik. A főútról a faluba egy makadámút vezet.

## Népessége
| Nemzetiségi csoport | Népesség 1991 | Népesség 2013 |
| ------------------- | ------------- | ------------- |
| Szerb               | 15            | 0             |
| Bosnyák             | 614           | 381           |
| Horvát              | 12            | 0             |
| Jugoszláv           | 2             | 0             |
| Egyéb               | 4             | 1             |
| Összesen            | 647           | 382           |

## Története
Ramići falu 1878-ig tartozott az Oszmán Birodalomhoz, majd az Osztrák-Magyar Monarchia része lett. 1879-ben az első osztrák-magyar népszámlálás során Ramićin 29 házat és 185 muszlim lakost számláltak. 1910-ben a településen 97 házat, 324 muszlim, 23 katolikus horvát és 4 ortodox szerb  lakost számláltak. A monarchia szétesésével 1918-ben előbb a Szerb-Horvát-Szlovén Királyság, majd 1929-től a Jugoszláv Királyság része. 1921-ben 64 házat és 305 lakost számláltak itt. A második világháború idején 1941. július 31. és augusztus 1. között a falu szörnyű napokat élt át, amikor teljesen felégették a települést. 1945-től Ramići a szocialista Jugoszlávia része volt.
A falu korábbi mecsete 1987-89-ben épült. 1992-ben a falut elfoglaló csetnikek égették fel a települést és sokakat megöltek. A ramići emberek különösen szívesen emlékeznek Travnikra, ahol sok ramići lakos talált menedéket a csetnik támadók elől. A település 1995 szeptemberéig a szerb félkatonai egységek megszállása alatt állt, amikor a Bosznia-Hercegovinai Hadsereg, a Horvát Védelmi Tanács (HVO) és a Horvát Hadsereg (HV) által vezetett közös akciók során felszabadították. 1995-ben a Sana hadművelet során csekély szerb lakossága a visszavonuló szerb csapatokkal együtt elmenekült. Mára az elmenekült muszlimok valamivel több, mint 60%-a visszatért Ramićiba. 2013-ban Gornji Ramićinak 382 állandó lakosa volt, egy kivételével mind muszlimok. Az itteniek fő foglalkozása a kétkezi munka, régebben többnyire Horvátországba, Szlovéniába, Ausztriába és Németországba jártak dolgozni, mostanában pedig nagyon sokan élnek Amerikában. A háború után a mecsetet újjáépítették, a jelenleg épülő minaretet különösen az USA-ba, Iowába emigrált ramićiak segítették, akik 20 000 dollárt juttattak erre a célra. A jelenlegi imám Hodža Pudić Srebrenicából érkezett. A temetők Ramici egyes részein szétszórva találhatók, és családi jellegűek, ami azt jelenti, hogy mindenki a saját temetőjében (Donje selo, Bajrica, Pajići) temetkezik. Infrastruktúrát tekintve a településen négy osztályos általános iskola, egy üzlet, telefon és vízellátás található. Az aszfalt még nem váltotta fel a jelenleg meglévő, Ramići felé vezető makadámutat.

## Nevezetességei
Ramićiban az első iskola 1760-ban, a mecset 1801-ben épült. Ez a mecset a falu felett volt, és kőből épült, fából készült minarettel. A mecset mérete 10x8  méteres volt, de nem volt állandó használatban. Az új mecset építése 1987-ben kezdődött és 1989-ben fejeződött be. A mecset mellett imámházat építettek iskolával. A Bosznia-Hercegovina elleni szerb agresszió során 1992-ben a mecsetet felrobbantották és az imám házát is felgyújtották.
A falu mecsetének építésével kapcsolatban van egy régi legenda. Eszerint amikor régen mecsetet akartak építeni ide, a két falu nem tudott megegyezni abban, hogy kinek a földjére épüljön, és mindketten azt akarták, hogy a mecset az ő területükön legyen. Így hát vitatkoztak és veszekedtek, kijátszottak egymást és rosszindulatúak voltak egymással szemben, mígnem egyikük „zseniális” ötlettel állt elő. Ugyanis Ramice fölött van egy nagy és magas szikla, melynek a neve „Gvozdac”. Ez a találékony ember azt javasolta, hogy vegyenek egy botot, és menjenek fel a Gvozdacra, és dobják le felülről a botot. Ahol a bot leesik, ott építsenek egy mecsetet. Így is lett, dobtak egy botot a szikláról, az leesett és véletlenül az egyik közeli falu szerb mezőjére került. Mi lesz most, kézdezték egymástól. Ekkor újra megállapodnak abban, hogy a botot még egyszer dobják le a szikláról. Amikor újra ledobták, az közvetlenül a Gvozdac sziklája elé esett. Az emberek szótlanok voltak, de elfogadták ezt, és a mecsetet oda építették. Az anekdota annyiban igaz, hogy a ramići mecset valóban azon a helyen áll, a szikla alatt.